# Graphium idaeoides
Graphium idaeoides је инсект из реда лептира (Lepidoptera) и породице једрилаца (Papilionidae).

## Распрострањење
Ареал врсте је ограничен на једну државу. Филипини су једино познато природно станиште врсте.

## Угроженост
Ова врста се сматра рањивом у погледу угрожености врсте од изумирања.